# Jackfish Point 214
Jackfish Point 214 est une réserve indienne en Alberta au Canada. Elle est située à 154 km au nord-ouest de High Level.